# 히키미시모촌
히키미시모촌(匹見下村)은 시마네현 미노군에 있던 촌이다. 현재의 마스다시에 해당한다.